# Kristina Riis-Johannessen
Kristina Riis-Johannessen, född 5 mars 1991 i Oslo, är en norsk utförsåkare som representerar Ready IL.
Hon tävlar i teknikgrenarna och tillhör det norska världscuplandslaget.
Hennes främsta internationella merit är vinst i europacupen 2017
Hennes främsta världscupresultat är en 24:e plats i storslalom i Squaw Valley i mars 2017.
Hon debuterade i världscupen i österrikiska Semmering december 2016.